# Hotar, Bihor
Hotar este un sat în comuna Țețchea din județul Bihor, Crișana, România.

## Lăcașuri de cult
- Biserica de lemn cu hramul „Sfântul Gheorghe"

 Acest articol despre o localitate din județul Bihor este deocamdată un ciot. Puteți ajuta Wikipedia prin completarea lui.